# Детский час (телепередача)
Детский час — советская и российская развивающая познавательная телепередача для детей. С 1989 по 1991 г. выходила на Первой и Образовательной программах ЦТ, до середины 1990-x годов — на РТР, 1 и 4-м канале Останкино (позже — «Российские университеты», в 1996 г. заменён на НТВ). С сентября 2007 г. по 30 мая 2015 г. передача показывалась на ВКТ. Вела программу Ольга Майская (Супермолния). Эти выпуски передачи носили тематический характер, в них показывались два мультфильма.

## Содержание телепередачи
Программа «Детский час» включала в себя тематические уроки иностранного языка (передачи с уроками английского, немецкого и французского языков), выступления детских коллективов, старые выпуски АБВГДейки, показа мультфильмов, показа рецептов изготовления каких-либо несложных блюд, которые могут приготовить дети, и т. п. Каждый третий урок английского и французского языка содержал методические советы.
Заставкой к передаче служил эпизод из короткометражного мультипликационного фильма «Luxo Jr.» под музыку Евгения Крылатова из фильма «Гостья из будущего» (весёлая детская мелодия). Сюжет передачи с уроком французского разделён на несколько выпусков. В первом выпуске герои играли в  "Ку-ку" по типу игры в "Жмурки". Во втором выпуске  Аня и Петя с помощью волшебных превращений играли в "кошки-мышки", но волшебное зеркало превратило героев в животных и обещало за угадывание их по-французски вернуть им прежний вид. На третьем уроке продолжаются превращения, и герои учатся сами превращаться в зверей, но волшебное зеркало отправляет друзей на остров, где живёт страшный дракон. В четвёртой передаче Петя заболел, и ему снится сон, в котором волшебная палочка учит его командовать зверями, но в конце крокодил хочет его укусить, и он вскрикивает. Затем Ирэн приходит его навестить и вызывает доктора (доктор говорит только по-французски). Аня решает нарисовать человечка, но он заблудился на острове. И теперь зеркало нанимает собаку для его поисков. Затем друзья отправляются в волшебную Страну красок. Но там они обнаружили замок. А в замке живёт злой волшебник, который не хотел, чтобы Аня, Петя, бабушка и дедушка изучали французский язык. Он заманивает Ирэн в замок. Аня и бабушка ушли к себе домой, а дедушка и Петя остались в доме Ирэн. Герои сильно расстроены, потому что они не могут найти Ирэн, и в конце концов одна из героинь плачет навзрыд, говоря — Потому что Ирэн в замке, и затем все герои плачут навзрыд. Но к замку ведёт лабиринт. И тогда Петя, чтобы спасти учительницу, с помощью волшебной палочки  протягивает к Ирэн радугу. В передаче с уроком английского языка действие происходило на корабле «The Black Cat», героями которого были профессор Эдуард Галкин, капитан Брейв и доктор Александр Пилл и их друзья: собака Джимми, попугай Полли и медвежонок Винни Пух, а  также Мэри Поппинс. Методическую передачу вела диктор Светлана Жильцова. С 1989 по 1991 год, после заставки к телепередаче высвечивалась надпись Детский час с уроком английского, немецкого либо французского языков, в 1992 году высвечивалась просто Детский час. Во время показа телепередачи Детский час с уроком немецкого языка, шла анимационная заставка и затем высвечивалась надпись Немецкий язык для детей, после этого появлялась сказочная бабушка с двумя внуками Машей и Ваней и после чего начинался спектакль во главе со злой волшебницей Ундиной и другими сказочными персонажами. Методическую часть передачи вели старшие преподаватели Московского государственного института иностранных языков имени Мориса Тореза Наталия Шляпина и Дмитрий Добровольский.
В передаче с уроком английского языка также демонстрировался обучающий мультфильм «Маззи», предоставленный телеканалом BBC. Эти выпуски вели Брюс Джек и Саша Сафонова. Также в эфире программы с уроком английского состоялся премьерный показ мультсериала «Суперкнига». В юбилейном выпуске передачи с уроком английского языка принимали участие Наталья Корх (Ефремова) и её дочь Лиза, которая давала специальные упражнения для детей.

## Ведущие и участники телепередачи «Детский час»

### Детский час с уроком английского языка
- Сергей Столяров — ведущий (также в паре с Татьяной Ушмайкиной вёл юбилейный выпуск)
- Владислав Галкин[уточнить] — профессор Галкин
- Светлана Жильцова — ведущая-консультант по английскому языку
- Брюс Монк — ведущий уроков английского языка
- Александрина Маркво — ведущая уроков английского языка
- Александр Зайцевский — ведущий, инспектор ГАИ
- Сергей Балабанов — ведущий (в некоторых выпусках)

### Детский час с уроком французского языка
- Татьяна Ушмайкина — ведущая (также в паре с Сергеем Столяровым вела юбилейный выпуск с уроком английского языка)
- Алексей Весёлкин — ведущий
- Галина Андронникова (старший преподаватель кафедры факультета французского языка Московского Государственного института иностранных языков имени Мориса Тореза) — Ирэн, учительница французского языка, мать Андрея, ведущая методической передачи
- Владимир Назаров — дедушка, голос французского языка, слон,  злой волшебник, месье Барбишо
- Владимир Довгань — Петя (на русском языке), дядя Андрея.
- Светлана Малюкова — Аня, Петя (на французском языке), кошка, обезьянка, лисичка.
- Надежда Баранова — бабушка, собака
- Алла Абель — волшебная палочка, волшебное зеркало (голоса)
- Егор Каширский - Андрей
- Сергей Балабанов - Барабашка

### Детский час с уроком немецкого языка
- Йоханнес Шульц — ведущий
- Игорь Гмыза — ведущий
- Надежда Баранова — сказочная бабушка с двумя внуками Машей и Ваней
- Наталия Шляпина и Дмитрий Добровольский — доценты кафедры факультета немецкого языка Московского Государственного института иностранных языков имени Мориса Тореза, -  ведущие методической части передачи
- Илья Тюрин - Ваня
- Таня Кузнецова - Маша

## Повторные показы телепередачи
С 26 марта 2012 года, повторы телепередачи «Детский час» начали выходить на кабельном телеканале Ностальгия. Премьера повторного показа началась с урока французского языка, после премьеры данный выпуск повторялся дважды — в 2013 году и в сентябре 2014 года.